# Anionorodnik ponadtlenkowy
Anionorodnik ponadtlenkowy (O2•−) – jedna z reaktywnych form tlenu (RFT). Powstaje w wyniku redukcji jednoelektronowej tlenu cząsteczkowego, jako uboczny produkt utleniania tkankowego w mitochondriach (reakcje enzymatyczne zachodzące w łańcuchu oddechowym katalizowane przez różne oksydoreduktazy) lub szeregu innych reakcji redoks.
Wiele związków występujących w formie zredukowanej (RH2) reagując z tlenem ulega jednoelektronowemu utlenieniu. Efektem takiego działania jest powstanie anionorodnika ponadtlenkowego O2•− i wolnego rodnika reagującego związku:
RH2 + O2 → RH• + H+ + O2•−
Reakcje tego typu w komórkach najczęściej prowadzą do powstania anionorodnika ponadtlenkowego i w efekcie odpowiadają za rozwój wielu innych zdarzeń o charakterze wolnorodnikowym. Zredukowane związki głównie biorące udział w tego typu reakcjach zestawiono w tabeli poniżej.
| Związki w formie zredukowanej              |
| ------------------------------------------ |
| Ryboflawina                                |
| Nukleotydy flawinowe (FMNH2, FADH2)        |
| Katecholaminy (adrenalina, dopamina, DOPA) |
| Cysteina                                   |
| Glutation                                  |
| Glukoza                                    |
| Sapropteryna                               |

Cząsteczka tlenu O2 w warunkach normalnych występuje w stanie tripletowym (schemat 1). Takie rozmieszczenie elektronów powoduje, że jest ona stosunkowo mało reaktywna. Anionorodnik ponadtlenkowy ma dodatkowy niesparowany elektron obsadzony na orbitalu *2p, który nadaje mu cechę wolnego rodnika. Warto zwrócić uwagę, iż takie rozmieszczenie elektronów w anionorodniku czyni go paramagnetykiem. Do pełnej redukcji cząsteczki tlenu O2 konieczne jest przyłączenie 4 elektronów oraz 4 protonów H+. Schemat 2 przedstawia kolejne etapy redukcji cząsteczki tlenu.

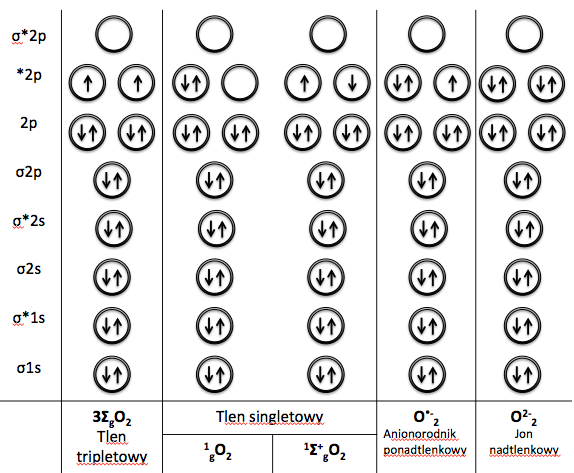
Schemat 1. Rozkład elektronów na orbitalach molekularnych tlenu
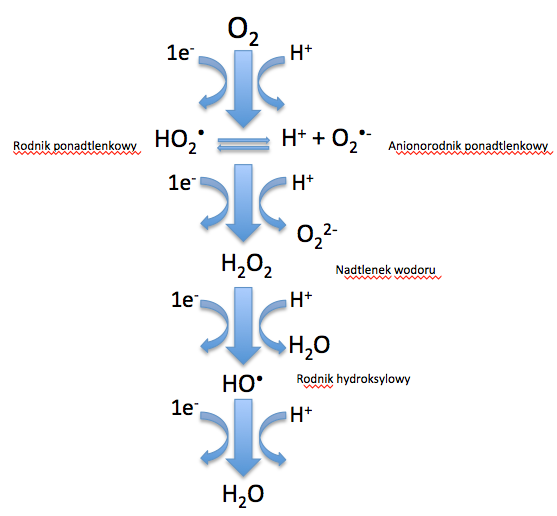
Schemat 2. Wieloetapowy schemat redukcji tlenu cząsteczkowego

## Znaczenie biologiczne
W ciągu doby procesy oddychania komórkowego u człowieka prowadzą do wytworzenia ok. 1,68×1023 cząsteczek anionorodnika ponadtlenkowego. Rozkład hemoglobiny w wątrobie prowadzi natomiast do powstania ok. 2,5·1017 cząsteczek tej reaktywnej formy tlenu. W fizjologicznym pH komórek ludzkich anionorodnik ponadtlenkowy jest wystarczająco trwały by móc dyfundować w obrębie komórki indukując kaskadę reakcji wolnorodnikowych. Z tego względu w komórkach konieczna jest efektywna obrona przed utleniającym działaniem tego rodnika. Inaktywację anionorodnika ponadtlenkowego prowadzą dysmutazy ponadtlenkowe (SOD, z ang. superoxide dismutase). Katalizują one reakcję przekształcenia anionorodnika ponadtlenkowego do nadtlenku wodoru. Produkt tej reakcji jest następnie rozkładany przez katalazy lub peroksydazy. Szybkość katalizowanych reakcji przez SOD i katalazę wynoszą odpowiednio ok. 106 kat (moli substratu/s) i 1010 kat. Aktywność SOD jest hamowana przez nadtlenek wodoru natomiast aktywność enzymatyczna katalazy przez anionorodnik ponadtlenkowy. Największe zagrożenie dla komórki niesie reakcja anionorodnika ponadtlenkowego z tlenkiem azotu (NO), znanym biologicznie aktywnym gazem. Podczas kontaktu tych dwóch związków dochodzi do wytworzenia wysoce reaktywnego chemicznie anionu nadtlenoazotanowego(III), który reaguje z praktycznie każdą napotkaną po drodze strukturą komórki, bądź rozpada się do rodnika hydroksylowego, który zachowuje się podobnie.
Rodnik ponadtlenkowy będący produktem tej reakcji jest molekułą wysoce niestabilną chemicznie, a jego czas życia wynosi ok. 10−6 s w związku z czym nie ma takiego (wystarczająco szybkiego) układu enzymatycznego, który prowadziłby do inaktywacji tej dynamicznej reaktywnej formy tlenu.